# Martyrologia

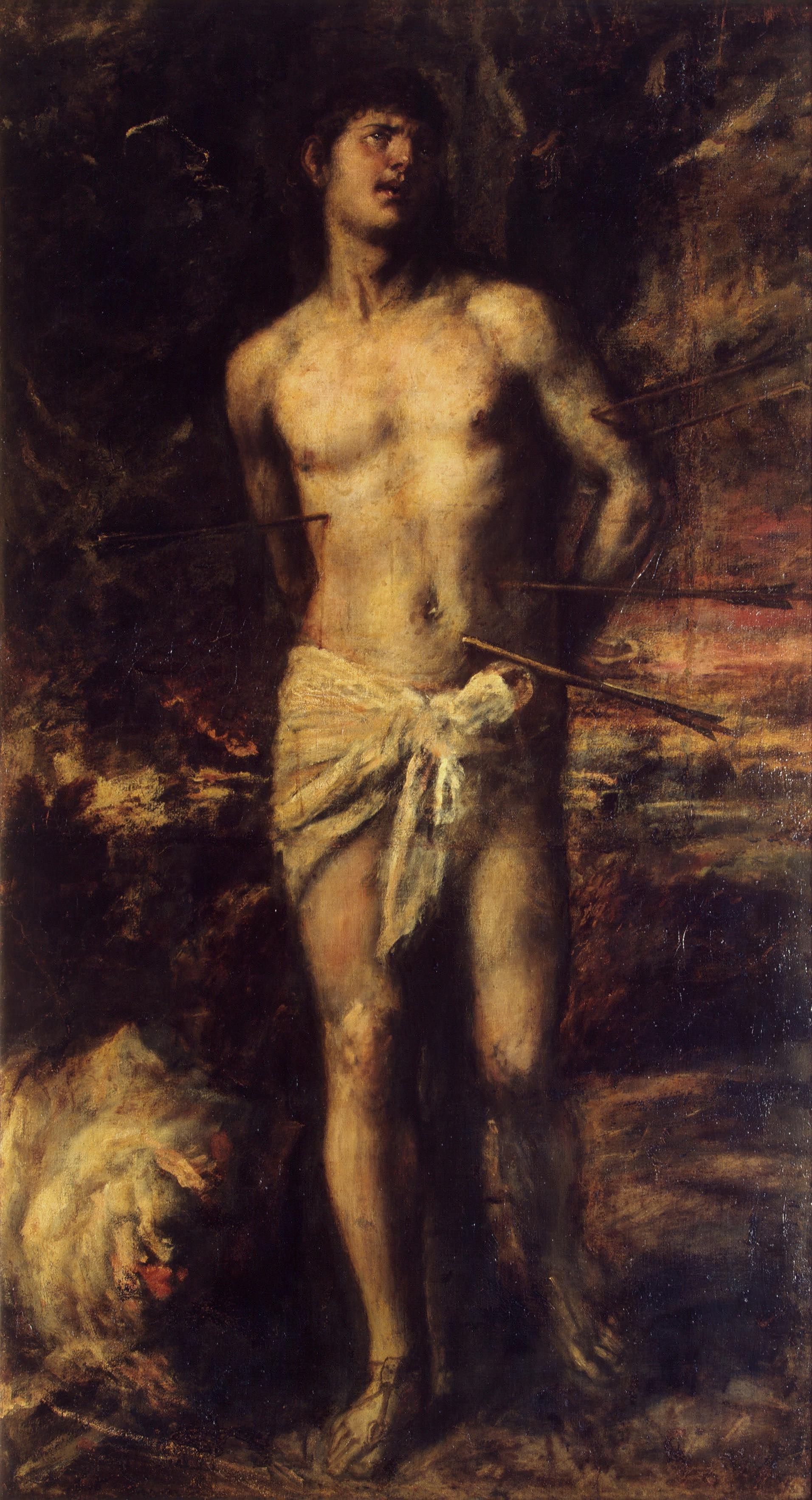
Martyrologia świętego Sebastiana

Martyrologia (gr. martys „świadek”, łac. martyr „męczennik”) – cierpienie, męczeństwo narodu, grupy społecznej lub wyznawców religii.
Literatura martyrologiczna ukazuje obrazy wojen i walk od strony ofiar oraz ich rodzin, eksponując poświęcenie walczących w imię wyznawanych idei i wartości: wiary, ojczyzny, dobra, sprawiedliwości, prawdy i tym podobne.